# Roger Michell
Roger Michell (Pretoria, 5 de junio de 1956-22 de septiembre de 2021) fue un director de cine y televisión sudafricano. Ganador de un Premio BAFTA. Dirigió películas como Notting Hill (1999), Changing Lanes (2002), Venus (2006) o Morning Glory (2010).

## Biografía
Roger Michell nació el 5 de junio de 1956 en Pretoria, Sudáfrica. Su padre era diplomático. Pese a haber nacido en Sudáfrica creció en Siria y Checoslovaquia, su residencia estaba en Inglaterra, donde vivía desde hace muchos años. Acudió a la Universidad de Cambridge a cursar sus estudios. Sufrió un ataque al corazón justo antes de empezar a rodar Captain Corelli's Mandolin (2001), por lo que tuvo que abandonar el rodaje repentinamente. En 2009 tuvo una hija llamada Anna Maxwell Martin.

## Carrera
Después de numerosos trabajos en televisión dirigiendo episodios de series de televisión como The Buddha of Suburbia (1955), que le supuso su primera candidatura a los Premios BAFTA, empezó a dirigir producciones cinematográficas. Su primer trabajo para el cine, Persuasion (1995), fue un gran éxito profesional ya que ganó el BAFTA por su labor. Después llegarían cintas como My Night with Reg (1997) y Titanic Town (1998). En 1999 dirigió su primer gran éxito con la comedia romántica Notting Hill (1999), protagonizada por Julia Roberts y Hugh Grant. La cinta recaudó más de 360 millones de dólares en las taquillas mundiales, recibió el apoyo de la prensa cinematográfica, fue candidata a tres Globos de Oro y, además, Michell recibió su tercera candidatura a los Premios BAFTA.
Tras este éxito llegarían el thriller Changing Lanes (2002), con Samuel L. Jackson y Ben Affleck; el drama The Mother (2003), en la que aparecía Daniel Craig; Enduring Love (2004), en la que volvió a dirigir a Rhys Ifans tras Notting Hill (1999) o Venus (2006), protagonizada por Peter O'Toole, y por la que este recibió una nueva nominación al Óscar al mejor actor. Volvió a la gran pantalla con la comedia sobre el mundo de los medios de comunicación Morning Glory (2010), protagonizada por Rachel McAdams, Harrison Ford y Diane Keaton.

## Filmografía

### Cine
| Año  | Título              |
| ---- | ------------------- |
| 1995 | Persuasion          |
| 1997 | My Night with Reg   |
| 1998 | Titanic Town        |
| 1999 | Notting Hill        |
| 2002 | Changing Lanes      |
| 2003 | The Mother          |
| 2004 | Enduring Love       |
| 2006 | Venus               |
| 2010 | Morning Glory       |
| 2013 | Le week-end         |
| 2017 | My Cousin Rachel    |
| 2018 | Nothing Like a Dame |
| 2019 | Blackbird           |
| 2020 | The Duke            |

## Premios y nominaciones

### Premios BAFTA
| Año  | Categoría                                   | Trabajo nominado       | Resultado |
| ---- | ------------------------------------------- | ---------------------- | --------- |
| 2000 | Alexander Korda Award for Best British Film | Notting Hill           | Candidato |
| 1996 | Best Single Drama                           | Persuasion             | Ganador   |
| 1994 | Best Drama Serial                           | The Buddha of Suburbia | Candidato |